# Leonel Manzano
Pour les articles homonymes, voir Manzano (homonymie).
Leonel Manzano (né le 12 septembre 1984 à Dolores Hidalgo au Mexique) est un athlète américain spécialiste du demi-fond.

## Biographie

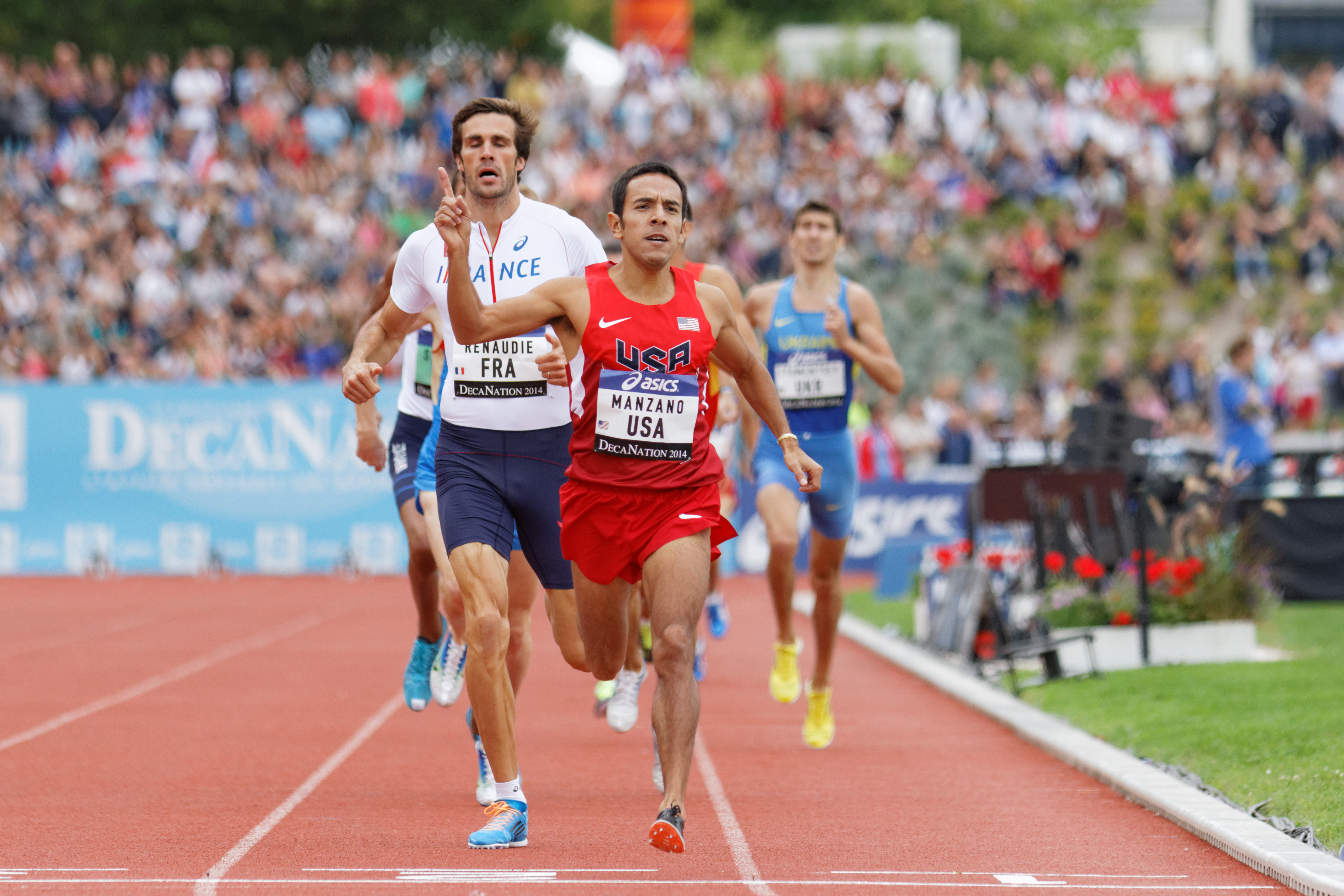
Leonel Manzano remporte le 800 m, devant Paul Renaudie, lors du DécaNation 2014.

Natif du Mexique, il émigre avec sa famille au Texas en 1988. Étudiant à l'Université du Texas, il termine la saison 2005 invaincu et s'adjuge notamment le titre des Championnats NCAA dans le temps de 3 min 37 s 13. L'année suivante, il se classe troisième des Championnats des États-Unis en plein air (3 min 39 s 49) et remporte par ailleurs les championnats universitaires dans l'épreuve du Mile. Deuxième du 1 500 m lors des championnats nationaux 2007 derrière son compatriote Alan Webb, il fait ses débuts sur la scène internationale à l'occasion des Championnats du monde d'Osaka où il quitte la compétition dès les séries. Il remporte cette même année le titre NCAA en salle du Mile.
Leonel Manzano se qualifie pour les Jeux olympiques de 2008 grâce à sa deuxième place obtenue sur 1 500 m lors des sélections américaines de Eugene, derrière son compatriote Bernard Lagat, devenant ainsi le premier athlète de son université à participer à une compétition olympique. À Pékin, le Texan ne parvient pas à atteindre la finale du 1 500 m ; il s'incline lors du tour précédent en ne réalisant que 3 min 50 s 33. En 2009, Manzano remporte le Meeting de New York et améliore son record personnel sur 1 500 m en 3 min 34 s 14. Il se classe par la suite deuxième des Championnats des États-Unis derrière Lopez Lomong et atteint la finale des Championnats du monde de Berlin (12e et dernier en 3 min 40 s 05). Il se classe deuxième de la finale mondiale d'athlétisme disputée en fin de saison à Thessalonique. 
En 2010, l'Américain participe à la première édition de la Ligue de diamant, série de meetings internationaux régie par l'IAAF. Troisième à Gateshead et à Londres, Leonel Manzano se classe deuxième du Mémorial Van Damme de Bruxelles derrière le Kényan Asbel Kiprop et établit à cette occasion un nouveau record personnel sur 1 500 m en 3 min 32 s 37. Représentant les Amériques lors de la Coupe continentale de Split, l'Américain se classe troisième de la course derrière le Marocain Amine Laâlou et l'Éthiopien Mekonnen Gebremedhin.
Il participe aux Jeux olympiques d'été de 2012, à Londres où il se classe deuxième de l'épreuve du 1 500 m en 3 min 34 s 79, derrière l'Algérien Taoufik Makhloufi  et devant le Marocain Abdalaati Iguider.

## Palmarès

### International
| Date | Compétition               | Lieu             | Résultat | Épreuve     |
| ---- | ------------------------- | ---------------- | -------- | ----------- |
| 2009 | Championnats du monde     | Berlin           | 12e      | 1 500 m     |
| 2009 | Finale mondiale           | Thessalonique    | 2e       | 1 500 m     |
| 2010 | Ligue de diamant          | Ligue de diamant | 3e       | 1 500 m     |
| 2010 | Coupe continentale        | Split            | 3e       | 1 500 m     |
| 2012 | Jeux olympiques           | Londres          | 2e       | 1 500 m     |
| 2014 | Relais mondiaux de l'IAAF | Nassau           | 2e       | 4 × 1 500 m |
| 2014 | DécaNation                | Angers           | 1er      | 800 m       |
| 2015 | Championnats du monde     | Pékin            | 10e      | 1 500 m     |

### National
- Championnats des États-Unis :
  - vainqueur du 1 500 m en 2012 et 2014

## Records
| Épreuve | Performance   | Lieu      | Date            |
| ------- | ------------- | --------- | --------------- |
| 800 m   | 1 min 44 s 56 | Berlin    | 22 août 2010    |
| 1 000 m | 2 min 19 s 73 | Stockholm | 31 juillet 2009 |
| 1 500 m | 3 min 30 s 98 | Monaco    | 18 juillet 2014 |
| Mile    | 3 min 50 s 64 | Londres   | 14 août 2010    |